# NGC 4031
NGC 4031 é uma galáxia espiral (Sb) localizada na direcção da constelação de Ursa Major. Possui uma declinação de +31° 56' 48" e uma ascensão recta de 12 horas, 00 minutos e 31,3 segundos.
A galáxia NGC 4031 foi descoberta em 6 de Abril de 1864 por Heinrich Louis d'Arrest.